# Evangelische Kirche Oberwinter

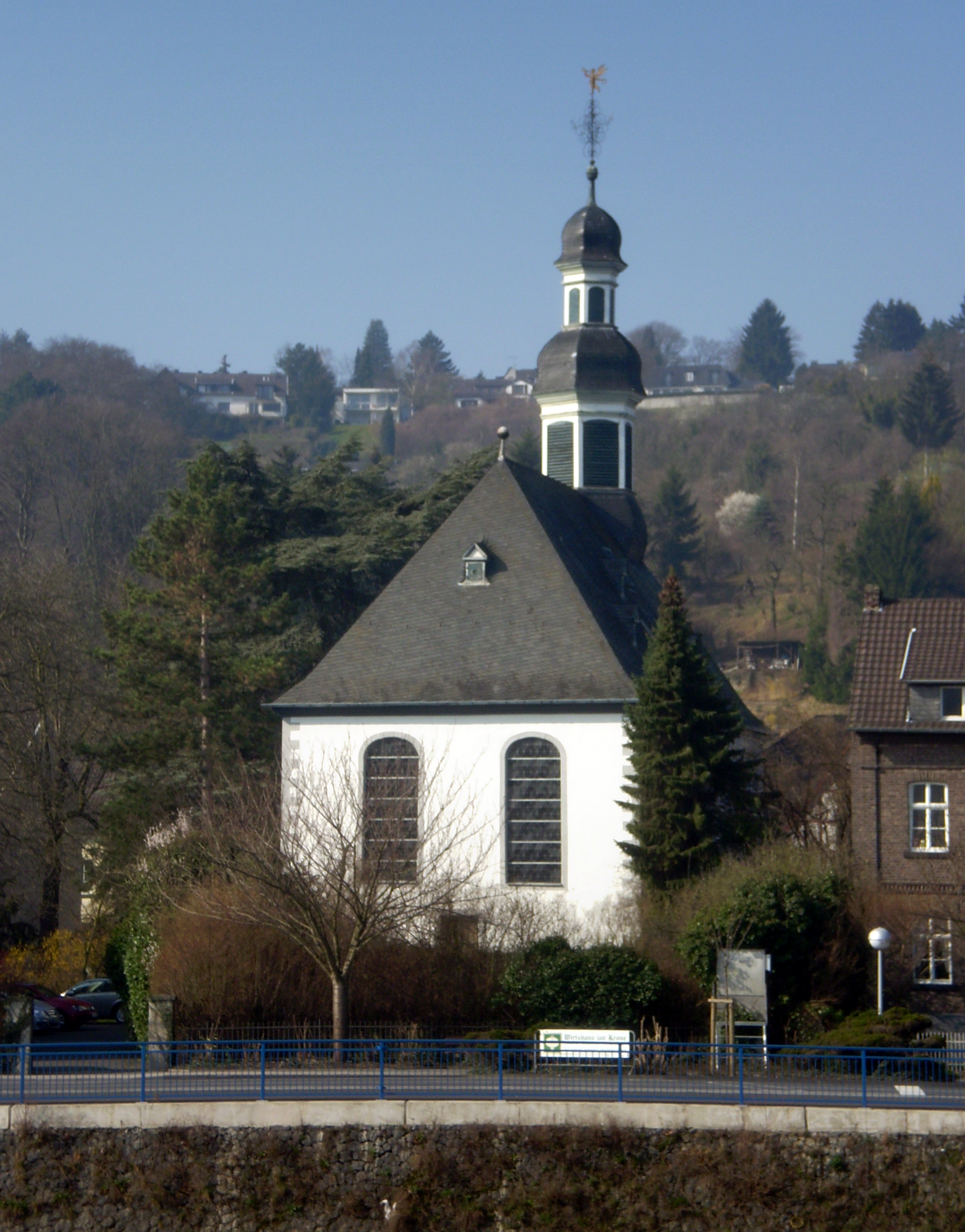
Evangelische Kirche Oberwinter

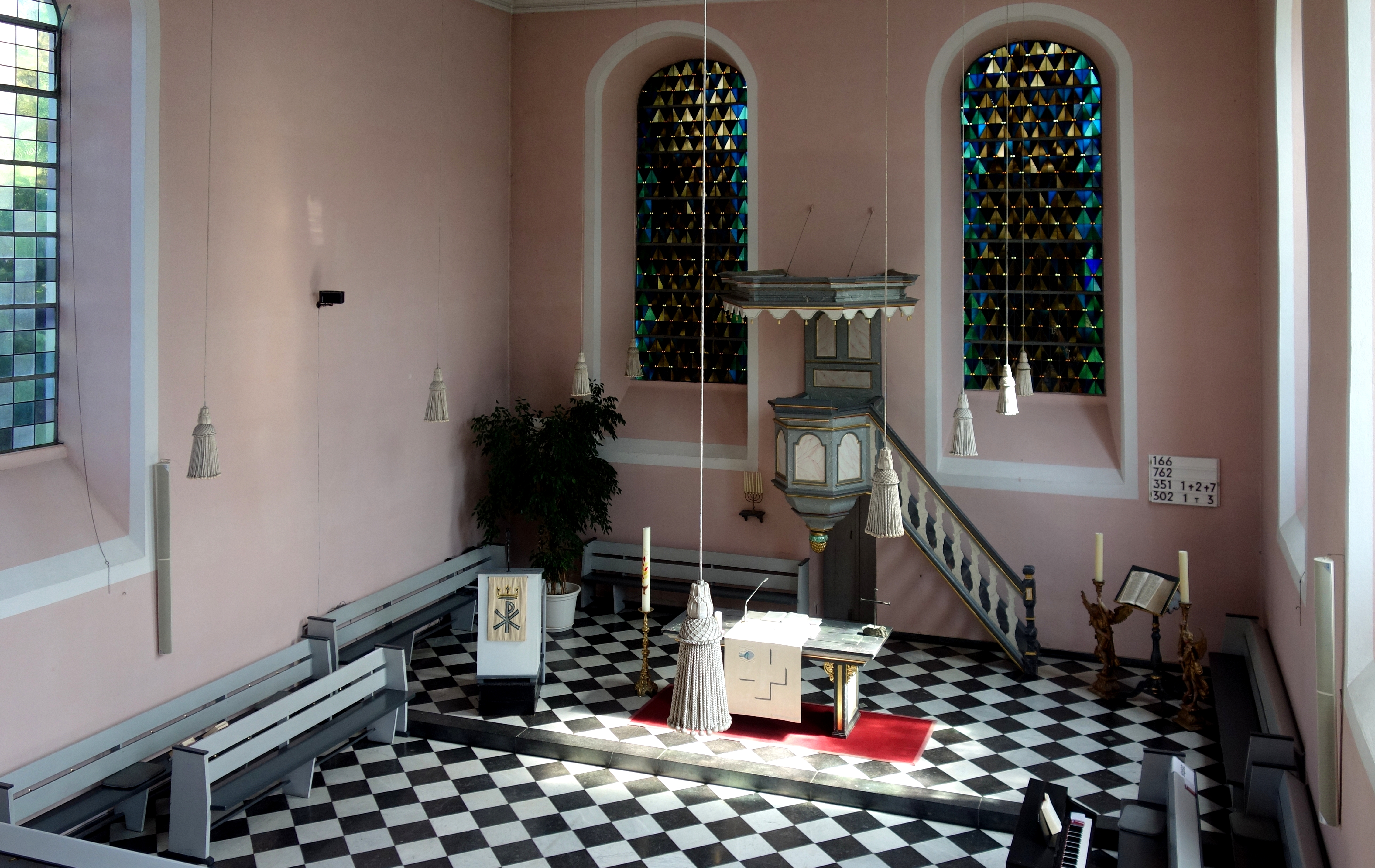
Altarbereich

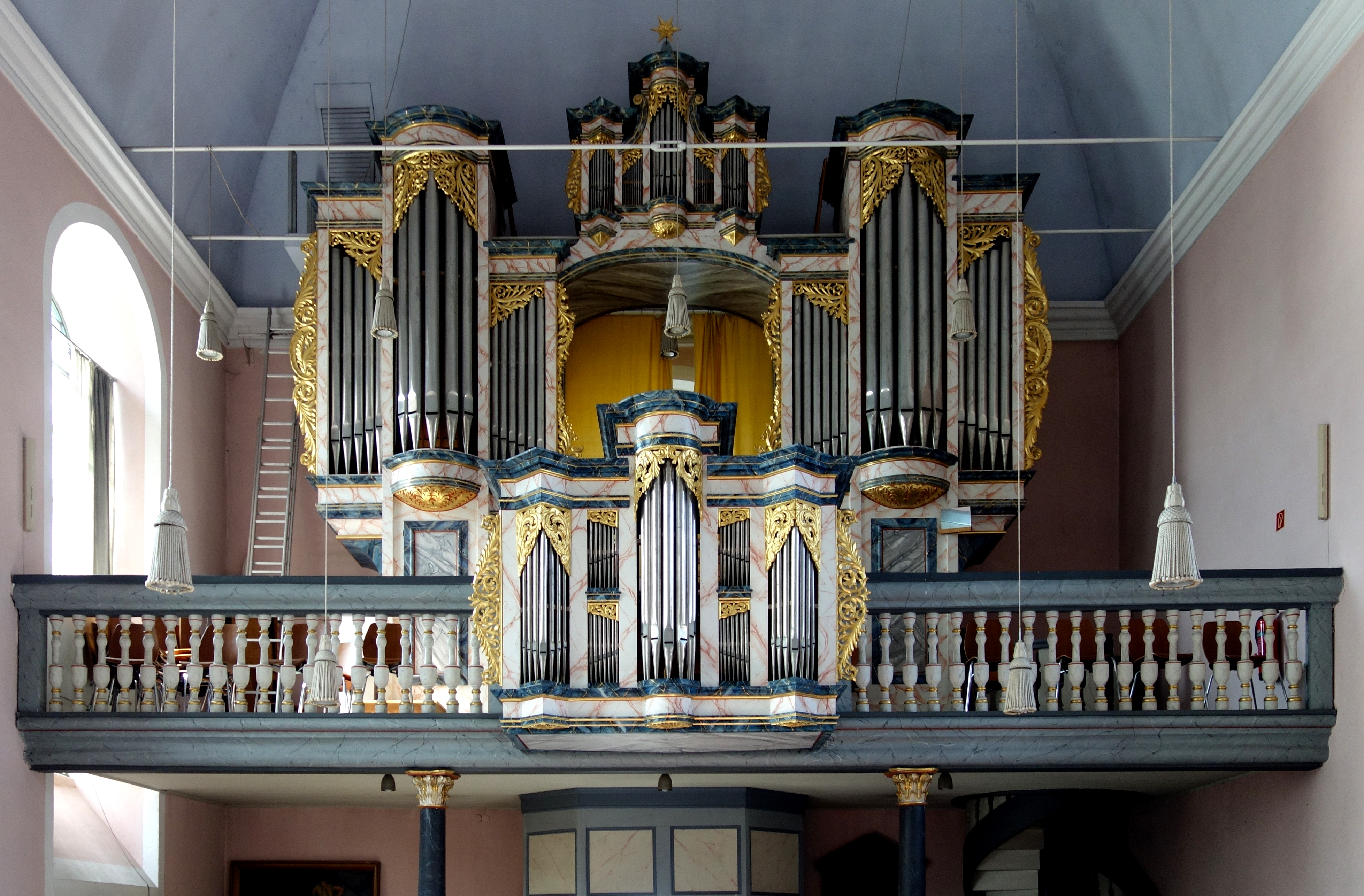
Orgel

Die Evangelische Kirche in Oberwinter, einem Stadtteil der verbandsfreien Stadt Remagen im Landkreis Ahrweiler im Norden von Rheinland-Pfalz, ist ein denkmalgeschützter barocker Sakralbau aus dem 18. Jahrhundert. Sie gehört zur Evangelischen Kirchengemeinde Oberwinter im Kirchenkreis Koblenz der Landeskirche Evangelische Kirche im Rheinland.

## Geschichte
Die ursprünglich evangelisch-reformierte Evangelische Kirche in Oberwinter wurde zusammen mit dem alten Pfarrhaus in den Jahren 1721 und 1722 nach Plänen des Baumeisters Adam errichtet. Der rechteckige Saalbau zeichnet sich, wie bei Kirchenbauten der Reformation üblich, durch eine schlichte Bauweise und Innenausstattung aus.
Nach den damaligen Vorschriften durften evangelische Kirchen nicht unmittelbar an einer Landstraße liegen. Deshalb wurde das ehemalige Pfarrhaus direkt an der Straße gebaut und mit einer Toreinfahrt versehen, um auf diese Weise einen Zugang zur Kirche zu schaffen.
Die Grundsteinlegung der Kirche fand am 7. April 1721 statt.

## Ausstattung
Zentrales Ausstattungselement des Altarbereiches ist die Kanzel, deren unterer Abschluss eine goldene Weintraube bildet. Die Kanzel befindet sich zwischen zwei bunt verglasten Fenstern, die mit Glasmosaiken aus unterschiedlich gefärbten Dreiecken gestaltet sind. Zum Schutz vor möglichen Eindringlingen sind alle Fenster hoch angeordnet und das unterhalb befindliche Mauerwerk stark abgeflacht. Unter der Kanzel wurde eine Fluchttür eingebaut, um bei Gefahr den Rhein erreichen zu können.
Die reich verzierte Orgel samt Rückpositiv ist ein Werk der Orgelbaufirma Oberlinger. Sie stammt aus dem Jahr 1972 und besitzt 32 klingende Register auf drei Manualen und Pedal.

## Denkmalschutz
Die Evangelische Kirche Oberwinter ist in der Liste der Kulturdenkmäler in Remagen verzeichnet.